# Historia postal de Malta

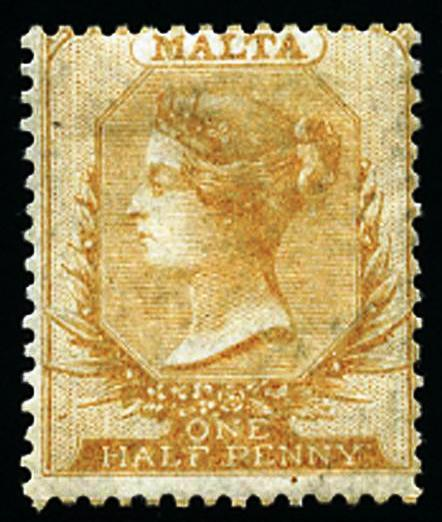
El primer sello postal de Malta, el Halfpenny Yellow, que se emitió para el correo local el 1 de diciembre de 1860

La historia postal de Malta comenzó a principios de la Edad Moderna, cuando el correo se enviaba a destinos extranjeros mediante barcos privados a cambio de una tarifa. La carta más antigua conocida desde Malta, enviada durante el reinado de la Orden de San Juan, data de 1532. El primer servicio postal formal en las islas fue establecido por la Orden en 1708, con la oficina de correos ubicada en la Casa del Común Tesoro en La Valeta. Las primeras marcas postales en el correo aparecieron más tarde, en el siglo XVIII.
El servicio postal se reformó en 1798 durante la ocupación francesa de Malta, y las islas fueron tomadas por los británicos en 1800. A principios del siglo XIX, se establecieron dos oficinas de correos independientes en Malta: la Oficina de Correos de la Isla y la Oficina de Paquetes, con esta última formando parte de la Oficina de Correos Británica. Sus operaciones se fusionaron en 1849, y los sellos postales británicos comenzaron a usarse en Malta en agosto de 1857. El primer sello postal de Malta, el Halfpenny Yellow, se emitió en 1860 para su uso en el correo local, mientras que las cartas enviadas a destinos extranjeros continuaron franqueándose con sellos británicos.
En 1885, se fundó la Oficina Postal de Malta y los sellos amarillos de medio penique y británicos dejaron de ser válidos en Malta. Se emitió una serie de seis sellos definitivos, junto con varios tipos de enteros postales. Malta continuó emitiendo sellos y enteros postales a lo largo de los siglos XIX, XX y XXI. En algunos momentos, entre las décadas de 1880 y 1980, los sellos de correos o los sellos de correos e impuestos de doble propósito también fueron válidos para uso fiscal, aunque en ocasiones se emitieron sellos fiscales por separado. Los sellos de franqueo debido se emitieron entre 1925 y la década de 1990.
En 1995, se constituyó la sociedad de responsabilidad limitada Posta Limited para gestionar el servicio postal. La sociedad anónima MaltaPost asumió el control en 1998 y se privatizó gradualmente entre 2002 y 2008.